# Rap God
«Rap God» —en español: «Dios del rap»— es una canción del norteamericano Eminem. Se estrenó el 24 de octubre de 2013 y al día siguiente fue lanzada en los Estados Unidos como el tercer sencillo del octavo álbum de estudio de Eminem, The Marshall Mathers LP 2.
Contiene referencias a los conflictos anteriores en la carrera de Eminem así como a la conducta de otros raperos. En la canción a Eminem se le puede oír declarándose a sí mismo como un "dios del rap". Recibió críticas muy positivas, siendo elogiada su capacidad lírica y la velocidad.
La canción entró en el Guinness World Records como el "Hit Single" con la mayor cantidad de palabras: 1560. Récord que posteriormente fue superado por el rapero catalán Ambkor con su canción "Vida" con 2110 palabras.

## Composición
La canción hace referencia a una línea de la primera The Marshall Mathers LP, en la canción "I'm Back", donde habla de la masacre de la Escuela Secundaria de Columbine, rapeando "Seven kid from Columbine; put 'em all in a line, add an AK-47, a revolver, a nine". El verso fue censurado cuando fue lanzado originalmente, y se incluye en "Rap God" para probar la reacción del público. Eminem hace también referencia al "escándalo Lewinsky" con el fin de demostrar su longevidad como una fuerza dominante en la industria del rap, estableciéndose a sí mismo como un dios inmortal.
El tema hace mención a conflicto entre Fabolous y Ray J, Heavy D & the Boyz, planking, The Walking Dead, "Supersonic" como canción de JJ Fad de 1988, Tupac Shakur, Pharaohe Monch, Rakim, N.W.A, Eazy-E, Dr. Dre, DJ Yella, Ice Cube, MC Ren, Lakim Shabazz y la canción del grupo Hotstylz "Lookin Boy".
En el verso que comienza en el minuto 04:25, Eminem rapea 91 palabras en 14,6 segundos (un promedio de 6,21 palabras por segundo), que él describe como "una velocidad supersónica":
"Uh, summa-lumma, dooma-lumma, you assumin' I'm a human
What I gotta do to get it throught to you I'm superhuman?
Innovative and I'm made of rubber, so that anything you say is ricocheting off of me and it'll glue to you and
I'm never stating, more than ever demonstrating
How to give a motherfuckin' audience a feeling like it's levitating
Never fading, and I know the haters are forever waiting
For the day that they can say I fell off, they'll be celebrating
'Cause I know the way to get 'em motivated

I make elevating music, you make elevator music..."
Traducción literal: 
"Uh, summa-lumma, dooma-lumma, asumes que soy un humano
¿Qué tengo que hacer para que te entiendas que soy sobrehumano? Innovador y estoy hecho de goma, de modo que cualquier cosa que digas rebota en mí y se te pega y nunca lo digo, más que nunca lo demuestro Cómo darle a una maldita audiencia la sensación de que está levitando Nunca se desvanece, y sé que los que odian siempre están esperando que el día en que puedan decir que me caí, estarán celebrando porque sé la manera de motivarlos.

Yo hago música elevada, tú haces música de ascensor..."

## Vídeo musical
El 21 de noviembre de 2013 Eminem tuiteó el tráiler del vídeo musical y anunció que iba a ser lanzado el 26 de noviembre. El vídeo musical fue lanzado por su canal de Vevo a las 13:00 p. m. En él, Eminem parodió a Max Headroom e hizo referencias a Matrix, The Walking Dead, Hellraiser y a los videojuegos Pong, Portal y Super Mario Bros. Aparecen por instantes también en el video imágenes de ilustraciones de La divina comedia por Gustave Doré. Recibió tres nominaciones en los MTV Video Music Awards 2014 en las categorías "Mejor dirección artística", "Mejor Edición" y "Mejores Efectos Visuales".

## Éxito comercial
La canción debutó en el número cinco en la lista de singles del Reino Unido y en el número uno en la lista británica de R&B, a pesar de su lanzamiento a finales de año. Superó a "Berzerk", su primer sencillo del álbum en esa posición en los Estados Unidos, que debutó en el número siete en el Billboard Hot 100 y el número dos en el Hot R&B/Hip-Hop Songs. Con el componente de R&B elimina debutó en el número uno en el gráfico Rap Songs. También debutó en el número uno en la lista digital Songs, con más de 270.000 descargas vendidas. "Rap God", fue séptimo top 10 inicio de Eminem en el Hot 100, empujándolo pasado Lil Wayne (seis) en su mayor entre los hombres de 55 años de historia de la gráfica. La semana que terminó el 5 de marzo de 2014, la canción alcanzó más de 1 000 000 de descargas digitales de venta.

## Versión de Tongo
El 2 de abril de 2017, el cantante Tongo subió a su canal de YouTube una parodia a "Rap God" para cumplir el reto del  youtuber Jordi Wild llamado "El Rincón De Giorgio", quién le propuso hacer una parodia de "Rap God" en uno de sus vídeos, y le garantizó que iba a tener muchas visitas en su canal de YouTube.

### Vídeo musical

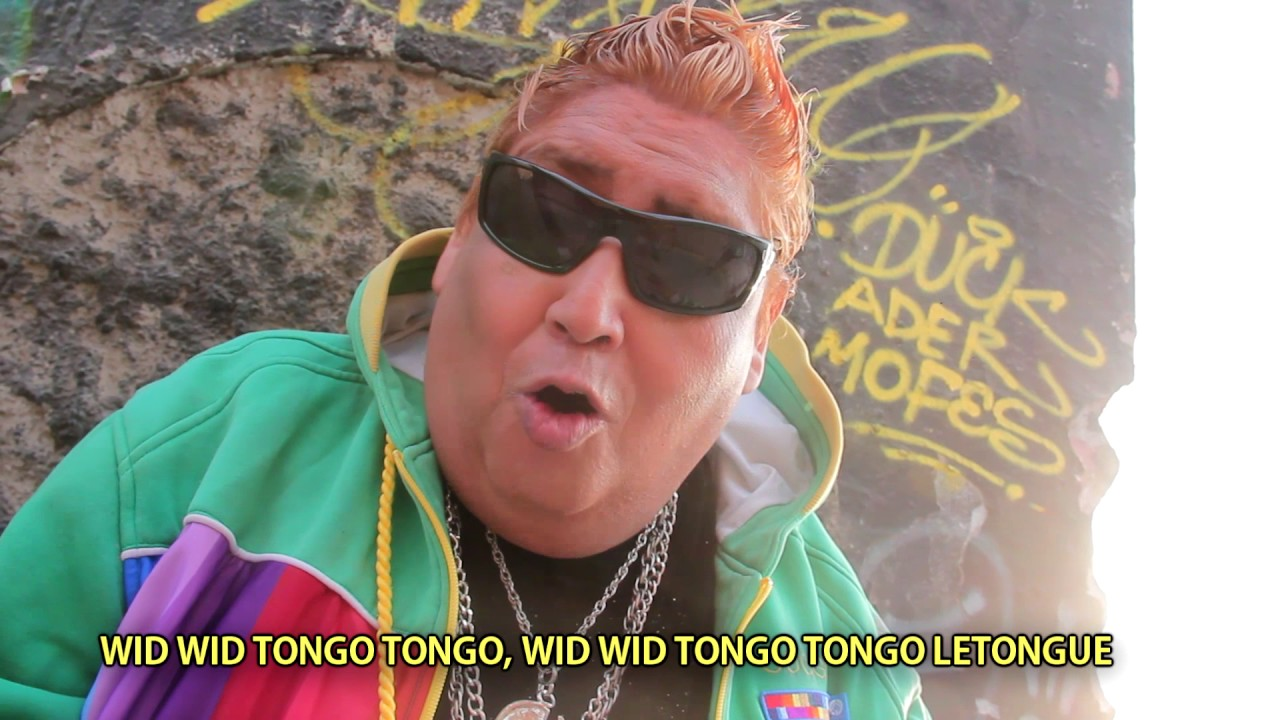
Tongo en el videoclip «Rap God» (2017), con el seudónimo Le Tongué.

En el videoclip aparece al principio el sonido de una guitarra eléctrica y aparece Tongo vistiéndose con diferentes disfraces, y en la parte inferior aparecen los subtítulos en el idioma "tonglish". Luego de la versión rap viene la parte cumbia-rock y agrega algunas letras que no están en la canción original. Actualmente el videoclip tiene más de 1.300.701.180 visualizaciones.

### Historial de lanzamiento
| País | Fecha              | Formato                      | Ref   |
| ---- | ------------------ | ---------------------------- | ----- |
| Perú | 2 de abril de 2017 | Descarga digital y streaming | [ 3 ] |